# Batalla de Hanói
La batalla de Hanói comenzó con un ataque del Viet Minh a la infraestructura y la presencia de tropas francesas en Hanói, la capital de Tonkín, el 19 de diciembre de 1946. Después de meses de guerra de guerrillas, que siguió a ello, la batalla terminó con la retirada de los últimos soldados del Viet Minh de Hanói el 17 de febrero de 1947. Durante esos combates se produjeron graves daños en la ciudad. También hubo durante ese tiempo ataques a la población civil profrancesa.
La batalla marca, según la opinión mayoritaria de los historiadores, el comienzo de la guerra de Indochina.

## Antecedentes
La toma de poder japonesa que hubo el 9 de marzo de 1945 eliminó las estructuras restantes del estado colonial en la Indochina francesa. Después del colapso y la rendición del Imperio japonés, las tropas anglofrancesas ocuparon la parte sur del país y los soldados nacionalistas chinos ocuparon la parte norte del país. Al mismo tiempo, el luchador independentista comunista Ho Chi Minh proclamó la República Democrática de Vietnam (DRV) en la Revolución de agosto en Hanói. Si bien los franceses pudieron restablecer su dominio colonial en la parte sur, inicialmente no lo intentaron en el norte debido a la presencia de tropas chinas y la posición del Viet Minh. A través de negociaciones, se le permitió a Francia estacionar el 6 de marzo de 1946 alrededor de 15.000 soldados en todo el territorio de Tonkín. Esto también incluyó a Hanói, la capital de la República Democrática de Vietnam. Después de la retirada de las tropas chinas en septiembre de 1946, las tensiones aumentaron rápidamente y en noviembre de 1946 se produjeron entonces combates y la ocupación de la ciudad por tropas francesas durante el incidente de Haiphong. A partir de ese momento, el gobierno del DRV se preparó para evacuar sus estructuras civiles y militares de Hanói para luego librar una guerra de guerrillas con ellas. El alto mando militar del Viet Minh estableció para ello un plan para cubrir la retirada mediante combates sostenidos en Hanói.

## Equilibrio de poder militar
Del lado vietnamita, unos 2.000 militares permanecieron en la ciudad tras la orden de evacuación del gobierno del DRV. La fuerza estaba formada por el Regimiento de la Capital Viet Minh y por milicias formadas ad hoc en la ciudad. Entre los militares también había alrededor de 200 niños que fueron utilizados para tareas de reconocimiento y tareas de informes. El comandante de las unidades en la ciudad era el comandante del Regimiento Capital Vương Thừa Vũ.
Las fuerzas francesas en Hanói estaban mandadas por el coronel Debès y estaban bajo el mando general del comandante del CEFEO Jean-Étienne Valluy.
Debido a la falta de equipo y armas, el bando vietnamita era claramente inferior frente a las fuerzas armadas francesas, que tenían a su disposición una gran cantidad de tanques, artillería y aviones de combate.

## La batalla
La batalla comenzó el 19 de diciembre a las 8:00 p. m. con un ataque vietnamita a la central eléctrica, los centros de transporte y las posiciones de las fuerzas francesas en la ciudad. Los dirigentes franceses en la ciudad fueron advertidos por sus propios agentes desde esa tarde de que un ataque era inminente. Las tropas francesas lograron tomar el aeropuerto y la parte norte de la ciudad durante el primer día de la batalla. Desde esa zona se recuperaron las partes de la ciudad controladas por el Viet Minh. Debido a su inferior potencia de fuego, el Viet Minh recurrió a operaciones guerrilleras desde su zona urbana.
La parte antigua de la ciudad fue asegurada por la infantería francesa a través de una guerra urbana, que duró varios meses. El bando francés bombardeó masivamente la parte antigua de la ciudad, que era en ese momento la principal zona de defensa del Viet Minh. Al comienzo de la batalla, las fuerzas del Viet Minh en la ciudad fueron apoyadas por fuerzas regulares situadas en las afueras de la ciudad, que intentaron disparar contra las rutas de acceso.
Con la retirada del Regimiento de la Capital el 17 de febrero de 1947, la resistencia militar del Viet Minh en Hanói terminó al día siguiente  Durante los combates, el Viet Minh evacuó a varios miles de funcionarios y especialistas civiles de la capital al campo, donde permanecerían permanentemente en las zonas guerrilleras. El motivo para parar la resistencia en Hanói fue un inminente ataque general francés contra los territorios restantes del Viet Minh en la ciudad.

## Consecuencias
Las tropas del Viet Minh en la ciudad registraron alrededor de 1.000 bajas combatientes a causa de la batalla, mientras que el bando francés estimó sus pérdidas en unos 500 hombres.
La batalla y especialmente el uso de la artillería francesa provocaron graves destrucciones en la ciudad y la fuga de la población civil. La población no comenzó a recuperarse hasta 1948/49 mediante retornos o nuevas llegadas. La parte antigua de la ciudad permaneció casi completamente deshabitado hasta 1948. Tras el final de la batalla, el Viet Minh dejó que sus antiguas unidades policiales siguieran operando de forma encubierta en la ciudad para atacar a los lugareños que cooperasen con el poder colonial.
Después de la batalla, la Fuerza Expedicionaria Francesa logró ocupar rápidamente las ciudades restantes en el antiguo territorio del DRV en Tonkin y Annam.
Después de que las tropas de la fuerza expedicionaria había asegurado las ciudades de Tonkins y Annams, la dirección del CEFEO en torno a Valluy centró su atención en la destrucción militar de las estructuras del Viet Minh en su retirada rural en la región del Viet Bac. Esto finalmente resultó en la fallida Operación Léa en otoño de 1947.